# Karlsholz
Karlsholz ist ein Gemeindeteil der Großen Kreisstadt Dinkelsbühl im Landkreis Ansbach (Mittelfranken, Bayern). Karlsholz liegt in der Gemarkung Sinbronn.

## Geografie
Beim Weiler entspringt der Ölgraben, ein linker Zufluss der Wörnitz. Im Südosten grenzt das Bogenfeld an, im Süden der Karlsholzer Buck und im Westen der Lange Berg. 0,5 km östlich liegt das Denniholz, 0,5 km nordwestlich der Herrenschlag. Gemeindeverbindungsstraßen führen nach Sinbronn (1,2 km südlich), nach Halsbach zur Staatsstraße 2220 (2 km nördlich) und nach Botzenweiler zur Staatsstraße 2218 (1,9 km südwestlich).

## Geschichte
Die Fraisch über Karlsholz war strittig zwischen dem ansbachischen Oberamt Wassertrüdingen, dem oettingen-spielbergischen Oberamt Dürrwangen und der Reichsstadt Dinkelsbühl. Die Dorf- und Gemeindeherrschaft hatte die Reichsstadt Dinkelsbühl. Gegen Ende des 18. Jahrhunderts gab es 5 Anwesen. Alleiniger Grundherr war die Reichsstadt Dinkelsbühl (katholische Kirchenpflege: 2 Halbhöfe; Spital: 1 Hof, 2 Halbhöfe). Von 1797 bis 1808 unterstand der Ort dem Justiz- und Kammeramt Wassertrüdingen.
Im Jahr 1809 wurde Karlsholz mit dem Gemeindeedikt dem Steuerdistrikt und der Ruralgemeinde Sinbronn zugewiesen. Am 1. Mai 1978 wurde Karlsholz im Zuge der Gebietsreform in Bayern in Dinkelsbühl eingegliedert.

## Einwohnerentwicklung
| Jahr      | 001818 | 001840 | 001861 | 001871 | 001885 | 001900 | 001925 | 001950 | 001961 | 001970 | 001987 | 002015 |
| Einwohner | 39     | 47     | 45     | 58     | 46     | 45     | 48     | 61     | 39     | 40     | 30     | 18     |
| Häuser    | 7      | 7      |        |        | 9      | 9      | 7      | 8      | 7      |        | 9      |        |
| Quelle    | [ 11 ] | [ 12 ] | [ 13 ] | [ 14 ] | [ 15 ] | [ 16 ] | [ 17 ] | [ 18 ] | [ 19 ] | [ 20 ] | [ 21 ] | [ 1 ]  |

## Religion
Der Ort ist seit der Reformation evangelisch-lutherisch geprägt und bis heute nach St. Peter (Sinbronn) gepfarrt. Die Katholiken sind nach St. Peter und Paul (Halsbach) gepfarrt.